# Amazonas (fragata)
Amazonas foi uma fragata operada pela Armada Imperial Brasileira e por um curto período pela Marinha do Brasil, após a Proclamação da República em 1889. A nave de guerra foi construída nos estaleiros de Thomas Wilson Sons and Company em Birkenhead e Liverpool, Inglaterra, sendo lançada ao mar em agosto de 1851. A compra desta embarcação foi parte de um esforço do governo imperial em obter navios mais modernos devido à defasagem do país perante algumas potências estrangeiras. A Amazonas foi comissionada em 1852.
Durante a expedição naval a Assunção (1854-1855), a fragata foi a responsável por atuar como navio capitânia da frota e levar um documento de exigências do governo imperial ao governo paraguaio sobre questões limítrofes e fronteiriças envolvendo a região do atual Mato Grosso do Sul. No trecho inicial, dentro do território paraguaio, o vaso encalhou devido ao seu grande porte e teve de ser rebocado de volta por navios paraguaios. Escoltou o navio que levou a família imperial em viagens pelo nordeste e pela província do Espírito Santo entre 1859 e início de 1860, eventos que tinham por finalidade o fortalecimento da monarquia perante os cidadãos brasileiros. 
No final de 1863, a Amazonas integrou a frota imperial enviada para o rio Amazonas a fim de interceptar dois navios de guerra peruanos, Morona e Pastaza, que navegavam neste rio sem autorização. Em meados de 1864, compôs a esquadra brasileira na Missão Saraiva, que tinha por objetivo forçar o governo uruguaio a fazer reparações a brasileiros residentes neste país e que estavam sendo supostamente maltratados. Participou como nau capitânia em ações de combate contra navios uruguaios e bloqueio naval durante a Guerra do Uruguai.
Em 11 de junho de 1865, durante a Guerra do Paraguai, teve distinta atuação na Batalha Naval do Riachuelo, onde sozinha abalroou quatro embarcações paraguaias e mudou o destino do combate que, até então, estava tendo um resultado favorável para os paraguaios. Participou das ações navais na Batalha do Paso de Mercedes e do Paso de Cuevas. Após isso, passou por vários períodos de reparos entre 1867 e 1869. Ao final da guerra, encontrava-se atracada em Montevidéu. Em 1884 a embarcação foi designada navio instrução da Escola Prática de Artilharia e Torpedos. Durante a Revolta da Armada, em 1893, foi ocupada pelos rebeldes que a encalharam próximo à Ilha das Enxadas, Rio de Janeiro, e lá permaneceu até ser atingida por uma mina naval que a destroçou em 1897.

## Características
A fragata a vapor foi construída na Inglaterra nos estaleiros de Thomas Wilson (Thomas Wilson Sons and Company) em Birkenhead e Liverpool, a um custo de £ 41 061. A compra desta fragata, e de outros navios da armada, se deu devido à necessidade do Brasil em compensar seu atraso tecnológico perante nações como, por exemplo, a França, Inglaterra e a Turquia, que pouco tempo depois foram coadjuvantes da Guerra da Crimeia e demonstraram a grande superioridade tecnológica de seus navios em comparação com os do império.
Recebeu o nome Amazonas, quarta embarcação a ostentá-lo, em homenagem ao Rio Amazonas e à Província do Amazonas, em 21 de agosto de 1851, e foi mastreada inicialmente como brigue-barca. No dia 25, foi lançada ao mar e, em 7 de abril de 1852 passou por Mostra de Armamento, quando recebeu o distintivo numérico 62. A Amazonas deslocava 1 800 toneladas, media 56,88 m de comprimento, 9,81 m de boca, 6,24 m de pontal e 4,45 m de calado. Possuía um motor de tríplice expansão construído pela empresa norte-americana Benjamin Hick & Son, que desenvolvia uma potência de 350 HP, a qual movimentava as duas rodas laterais e levava a embarcação a cerca de 17 quilômetros por hora. Tinha a capacidade de armazenar 300 toneladas de carvão e de consumir cerca de 28 toneladas deste por dia. A construção ficou sob supervisão do Vice-Almirante J. P. Grenfell.
Na proa do navio, foi esculpida a representação de uma amazona na forma de uma índia que segurava um remo de canoa na mão direita, uma aljava no ombro e um adorno de penas nas pernas. Na popa, possuía símbolos navais, armas imperiais e outras bandeiras brasileiras. Em ambas as decorações foi empregado o mogno. No interior, havia uma câmara espaçosa para o comandante e oito camarotes para os oficiais. Na proa ficavam os camarotes dos marinheiros de baixa patente, além da enfermaria que tinha 12 beliches. Armazenava 12 tanques de água potável. O armamento era constituído por quatro peças de calibre 68, em bateria, com piso de 90 quintais cada uma, de seis pés e oito polegadas de comprimento, com capacidade de lançar projéteis de 8 polegadas de diâmetro cada; duas peças de calibre 68, em rodízio, de 113 quintais de peso e de 9 pés de comprimento. As coliças e estrados eram de ferro. Possuía duas lanchas a remo e cinco escaleres. Tinha capacidade de guarnecer 170 marinheiros em tempos de paz e 200 em tempos de guerra. O primeiro comandante da Amazonas foi o Capitão-Tenente Elisiário Antônio dos Santos, futuro Almirante e Barão de Angra. O navio atracou no Rio de Janeiro em 2 de junho de 1852.

## História

### 1852-1855
Após fundear no Rio de Janeiro, a Amazonas zarpou para a Bahia onde permaneceu até meados de julho daquele ano. No dia 9 de agosto, já de volta ao Rio de Janeiro, o Capitão de Fragata Joaquim Raymundo de Lamare foi nomeado comandante do navio. Sob seu comando, o vaso de guerra retornou à Bahia no dia 15 de outubro, e nesta viagem abalroou com a Brigue nacional Sarah, que foi a pique, e que resultou em danos na extremidade superior da proa. Entrou na baía de Guanabara no dia 8 de novembro. Entre o final de 1852 e julho de 1853, assumiram o comando os seguintes capitães: Capitão-Tenente Achilles Lacombe, Capitão de Fragata Rafael Mendes de Moraes e Valle, Capitão-Tenente Francisco Xavier de Alcântara e Capitão-Tenente Luiz da Gama Rosa. Sob o comando de Rosa, o navio fez várias viagens do Rio de Janeiro a Montevidéu, Uruguai, entre os anos de 1853 e 1855.

### Expedição naval a Assunção

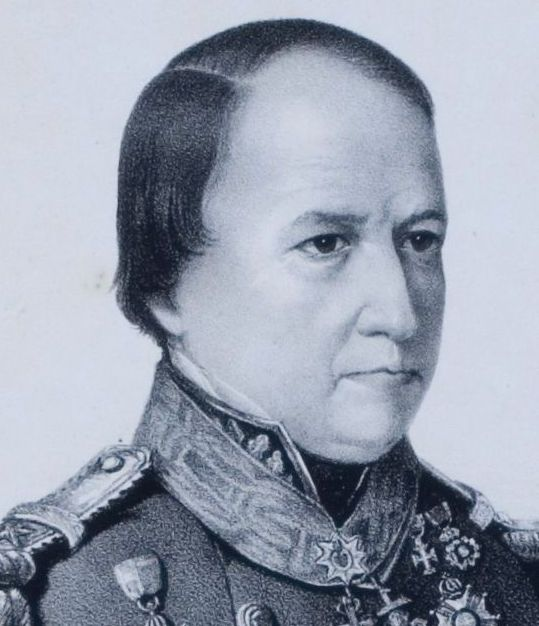
Pedro Ferreira de Oliveira. Comandou a expedição brasileira a Assunção, e esteve a bordo da fragata Amazonas.

Anos antes da Guerra do Paraguai, havia disputas entre o Império do Brasil e a Argentina pela hegemonia na região da Bacia do Prata que também envolviam o Paraguai. Com o Brasil, a nação paraguaia possuía alguma negociação sobre a livre navegação do Rio Paraguai e limites territoriais no atual Mato Grosso do Sul, região reivindicada por ambas as nações. Esta relação foi marcada por tensões e desconfiança mútua, e chegou ao ponto de quase guerra, que só não foi concretizada devido à iminência da Guerra do Prata. No entanto, a fim de fazer valer o direito do império sobre as questões fronteiriças com o Paraguai, o imperador D. Pedro II enviou documentos sobre essas questões a este país, que chegaram no dia 20 de fevereiro de 1855.
A expedição que levou os documentos teve como navio capitânia a Amazonas. O vaso e mais outros trinta navios de guerra, armados com 150 canhões e cerca de 3 mil soldados, partiram do Rio de Janeiro em 10 de dezembro de 1854. O trecho fluvial era demasiado complicado para os pesados navios imperiais, e vez por outra acabavam encalhando. Devido a tais dificuldades, a frota levou 72 dias para chegar à fronteira com o Paraguai. O objetivo desta expedição era realizar uma demonstração de força diante do governo paraguaio, em uma autêntica diplomacia das canhoneiras, para que aceitassem os termos ditos nos documentos. A missão era sigilosa, porém o Paraguai tinha uma grande rede de agentes espalhados pelo Rio de Janeiro, São Borja e Encarnación, que levavam notícias sobre as ações imperiais até Assunção. Por isso, os paraguaios se adiantaram nos preparativos do possível ataque naval; evacuaram a capital e aumentaram a vigília das tropas.
Quando os imperiais chegaram à fronteira, em Três Bocas, encontraram uma força paraguaia sob o comando do Capitão Pedro Inácio Meza. Ele permitiria a passagem para o seu território desde que fosse em apenas uma embarcação. O comandante da expedição brasileira, Pedro Ferreira de Oliveira, aceitou e seguiu pelo Rio Paraguai a bordo da Amazonas. Durante o trajeto, a fragata brasileira encalhou e teve de ser rebocada de volta por navios paraguaios, e Oliveira teve de navegar até Assunção a bordo da corveta Ipiranga; atracou em 24 de março de 1855. Em 3 de abril, se iniciaram as conversações entre o comandante brasileiro e o então ministro das relações exteriores do Paraguai, Francisco Solano López. As negociações se estenderam até 14 de abril e ambos concordaram em abrir negociações sobre as questões fronteiriças.
Entre os pontos principais, estava o território do Rio Apa, do qual nenhum dos lados queria abrir mão, porém o Império teve de assinar um acordo pacífico, pois, segundo o historiador Fabiano Barcellos Teixeira, o Brasil não tinha capacidade de entrar em guerra com o Paraguai naquele momento. No dia 24 de abril, Pedro Ferreira de Oliveira e Francisco Solano López assinaram um tratado de amizade, comércio e navegação, com 21 artigos e uma convenção adicional sobre limites de cinco artigos. Entre as principais medidas estava o reconhecimento do pleno direito do governo paraguaio sobre o rio Paraguai na parte em que atravessa seu território, e a questão de limites seria postergada por mais um ano. No entanto, quando a frota chegou ao Rio de Janeiro com o tratado, o Império não quis ratificá-lo e insistiu no direito à livre navegação com base na aliança contra Rosas de 1850, e rechaçou-o completamente. Após o regresso, a Amazonas seguiu para o Maranhão em 15 de agosto onde sofreu reparos.

### 1856-1864

#### Comissões e viagem da família imperial
Sob o comando do Capitão-Tenente José Segundino de Gomensoro, após o reparos, zarpou para Montevidéu em 13 de abril de 1856 e retornou ao Rio de Janeiro em 6 de maio. No dia 20 de junho, navegou até à Bahia e regressou em 16 de julho. Partiu no dia 13 de outubro para Pernambuco e retornou em 13 de dezembro. Sob o Aviso do dia 18, o Capitão-Tenente Francisco Edwiges Brício assumiu temporariamente o comando do navio. Em 28 de maio de 1857, um grupo de sua tripulação assistiu, a bordo da Brigue Fidelidade, o fuzilamento de um marinheiro que havia assassinado o guardião da Corveta Recife. Pelo Aviso de 8 de agosto de 1857, foi a vez de o Capitão-Tenente Manoel Pedro dos Reis assumir o comando da Amazonas.
Em 21 de agosto, saiu em comissão reservada e regressou no dia 29; zarpou a 19 de setembro para Montevidéu e regressou a 14 de janeiro de 1858; tornou a sair para o mesmo porto a 24, e regressou a 30 de julho. Pelo Aviso de 21 de dezembro desse ano, assumiu o seu comando o Capitão de Fragata Teotônio Raimundo de Brito. No dia 1 de outubro de 1859, o imperador D. Pedro II, acompanhado da imperatriz D. Teresa Cristina e uma pequena comitiva, empreendeu uma viagem às províncias do norte. Esta viagem foi necessária para que a monarquia brasileira se fortalecesse perante a população, e também era uma forma de preservar a unidade nacional por proporcionar a reconstrução de alianças políticas, inclusive com adversários do imperador. Embarcaram no vapor Apa, que foi escoltado pela fragata Amazonas, a corveta Paraense e a canhoneira Belmonte. Visitaram a Cachoeira de Paulo Afonso, na Bahia, e as províncias de Pernambuco, Paraíba, Alagoas e Sergipe. No dia 26 de janeiro, em retorno, aportaram na província do Espírito Santo, onde permaneceram até 12 de fevereiro de 1860. A partida de Vitória, de regresso à Corte, deu-se na manhã cedo do outro dia, sob escolta mesma esquadrilha – Apa, Amazonas, Paraense e Pirajá – rumo ao porto de Guarapari.

#### Questões com o Peru
Nas décadas de 1850 e 1860, Brasil e Peru estiveram envolvidos em duas querelas: a livre navegação do rio Amazonas e a delimitação dos limites territoriais dos dois países. Em 22 de outubro de 1858, foi assinada uma Convenção Fluvial que deu aos navios mercantes do Peru o direito de navegação no rio Amazonas, porém com algumas restrições, que diziam respeito às autoridades peruanas e os comandantes dos navios do Peru manterem as autoridades brasileiras sempre informadas das movimentações de navios com bandeira peruana. Contudo, tais restrições, aliadas às disputas pela delimitação das fronteiras, resultaram em um incidente envolvendo dois navios de guerra peruanos que aportaram na cidade de Belém em 1863.

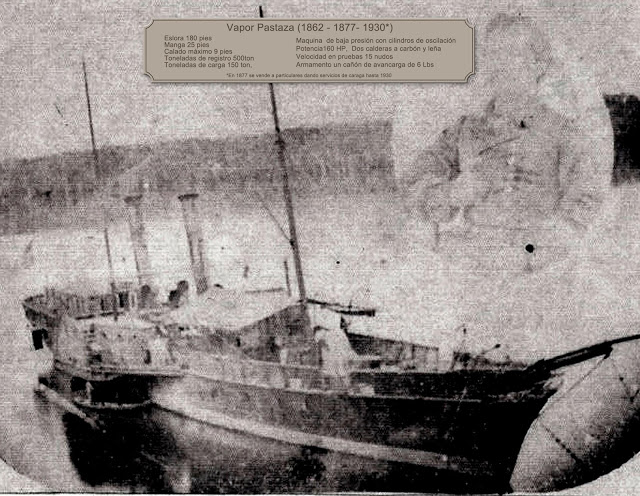
Vapor Pastaza, um dos navios de guerra peruanos envolvidos no incidente em 1863.

Tal incidente consistiu no seguinte: os navios de guerra peruanos Morona e Pastaza estavam ao final de 1863 em Belém, capital da Província do Pará. Seus comandantes resolveram, então, após sua estadia na cidade, subirem livremente as águas do Amazonas com destino ao Peru sem dar satisfação às autoridades brasileiras. Justificaram a subida nas cláusulas da Convenção Fluvial de 1858. O Presidente da Província do Pará tentou convencê-los de que esse ato internacional só se referia aos navios mercantes de ambos os países, devidamente registrados e que nada estipulava sobre os navios de guerra, mesmo que carregados de mercadorias (como era o caso). Porém, o Morona, carregando mercadorias, e acompanhado do Pastaza, suspenderam de Belém sem atender as ordens do Presidente da Província.
Poucos dias depois, não muito longe de Belém, os dois navios encalharam, tendo sido intimados a regressarem à capital do Pará pelo comandante do vapor brasileiro Belém, que lhes perseguia desde a saída de ambos. Mas, como conseguiram desencalhar os navios, os peruanos ignoraram a intimação e seguiram rio acima. Apesar disso, o vapor Pastaza teve de retroceder da vila de Breves para Belém por falta de prático e de combustível. Ao chegar a Belém, seu comandante solicitou ao Presidente da Província autorização para seguir com destino a Caiena, o que lhe foi concedido. O Morona, por sua vez, não regressou a Belém e ao ser intimado a frear sua marcha pela Fortaleza de Óbidos, disparou contra a fortificação e seguiu rio acima. Ao aproximar-se de Manaus encalhou novamente, desta vez nos arrecifes de Puraquequara, a 33 km de distância daquela cidade.
Informado de tais acontecimentos, o governo Imperial enviou uma divisão naval sob o comando do Chefe de Esquadra Guilherme Parker até o Pará a fim de desafrontar a soberania territorial do Império das ofensas que lhe tinham sido infligidas, tendo Parker recebido as seguintes instruções: fazer regressar os vapores peruanos a Belém para cumprir os seus deveres aduaneiros, ou, no caso de terem eles transposto a fronteira, seguir até Loreto e exigir do governo do Peru satisfações pelo ocorrido. Tal divisão naval, composta pelos navios Beberibe, Belmonte, Ipiranga e Parnaíba, chegou a Belém em meados de dezembro de 1863 e de lá partiu no dia 15 do dito mês rumo à Província do Amazonas, no encalço dos navios peruanos, tendo a fragata Amazonas reunido-se aos outros navios brasileiros dois dias depois. Antes disso, logo quando chegou ao Pará, Parker foi informado que o vapor Pastaza havia partido para Caiena, e que o Morona havia sido socorrido pelas autoridades da Província do Amazonas que evitaram seu naufrágio após o encalhe. Ao alcançar o dito navio, o Chefe de Esquadra Parker determinou que o mesmo fosse rebocado até Belém, tendo chegado à cidade em 31 de dezembro. No princípio de 1864, a querela envolvendo os dois navios peruanos foi resolvida de maneira diplomática, tendo o Brasil exigido o reconhecimento, por parte do governo peruano, do procedimento irregular do comandante do Morona, e o pagamento de uma multa à alfândega, o que foi feito.

#### Missão Saraiva
Em 20 de abril de 1864, a Amazonas compôs a frota de navios na chamada Missão Saraiva. O objetivo desta missão, a cargo do ministro José Antônio Saraiva, era de forçar o governo uruguaio a fazer reparações aos brasileiros que estavam sendo maltratados no país: [defender a] “vida, a honra e a propriedade de avultado número de cidadãos brasileiros residentes” na República Oriental, que teriam sido e estariam sendo vilipendiadas por atos que constituíam um “quadro medonho” de “crimes atrozes e bárbaros, tão repetidamente aí praticados desde 1851, para não remontar a tempos mais longínquos.” Além da Amazonas, a frota era constituída pelas corvetas Belmonte, Beberibe, Jequitinhonha, Niterói, Parnaíba; pelas canhoneiras Mearim, Araguaia, Ivaí, Itajaí e Maracanã e pelo vapor Recife. A frota chegou no dia 6 de maio e dominou com facilidade a baía de Montevidéu, dado que o poderio naval uruguaio era quase nulo.

### Guerra do Uruguai

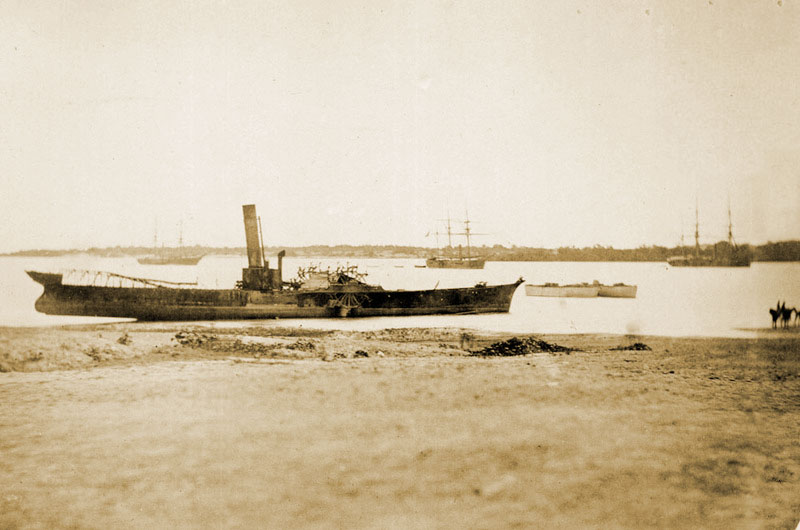
Vapor Villa del Salto. Foi um dos dois únicos navios de guerra uruguaios que enfrentaram a esquadra brasileira liderada pela Amazonas, na Guerra do Uruguai.

Após o governo uruguaio recusar o ultimato imperial para que salvaguardassem os interesses brasileiros no país, o ministro Saraiva autorizou que o Almirante Tamandaré, comandante em chefe das forças navais e terrestres brasileiras no Uruguai, iniciasse as operações de retaliação. A frota naval, já estacionada em águas uruguaias no mês de agosto de 1864, era composta pela Amazonas, como navio capitânia, seis corvetas e cinco canhoneiras. Com a missão de proteger os indivíduos brasileiros, a frota foi despachada para as cidades de Salto, Paysandú e Maldonado no dia 11. Para confrontar a esquadra brasileira, o Uruguai dispunha de apenas dois pequenos vapores de guerra: o Villa del Salto e General Artigas. Ambas as embarcações estavam estacionadas em docas, quando o comandante brasileiro ordenou que as naves permanecessem onde estavam. Apenas o General Artigas obedeceu, porém, os uruguaios conseguiram vender a embarcação antes de cair em mãos brasileiras.
O vapor Villa del Salto escapou e só foi avistado no dia 24 de agosto por duas corvetas e uma canhoneira, enquanto levava tropas para lutar contra os colorados. Estas embarcações dispararam contra o vapor uruguaio a fim de fazê-lo parar, mas este ignorou os tiros e uma demanda para se render. Apenas no dia 7 de setembro, enquanto tentava fugir para a Argentina, é que o Villa del Salto foi neutralizado. Encalhou em Paysandú e foi incendiado por seus tripulantes para evitar ser capturado pelos brasileiros. A partir de então, a frota imperial atuou em conjunto com as forças terrestres brasileiras, além de bloquear as cidades de Salto e Paysandú.

### Guerra do Paraguai

#### Corrientes e Batalha Naval do Riachuelo

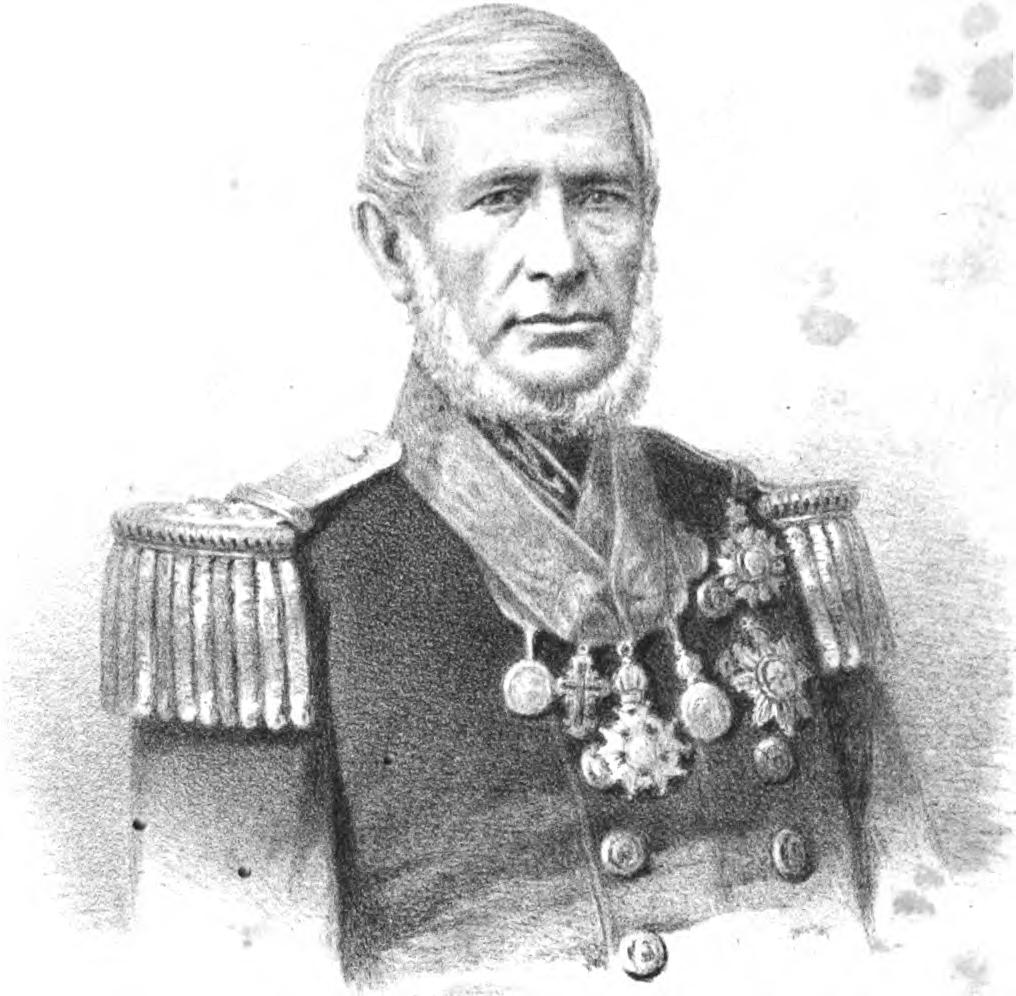
Almirante Barroso. A bordo da Amazonas, comandou a frota brasileira na Batalha Naval do Riachuelo.

Em 27 de abril de 1865, em plena Guerra do Paraguai, a força naval brasileira, fundeada em Montevidéu, constituída pela Amazonas que levava a bordo a 9.ª Brigada de Infantaria do Tenente-Coronel José da Silva Guimarães, a Paraíba e Ivaí, foi autorizada a partir para Buenos Aires, após as operações com forças navais e terrestres contra o Paraguai terem sido autorizadas pelo 2.º Visconde de Caramuru, ministro da guerra, e mediante solicitação do Almirante Tamandaré. No dia 28, já na capital argentina, partiu para o Rio Paraná a fim de se juntar à 3.ª Divisão da Esquadra Imperial sob o comando do Capitão de Mar e Guerra José Secundino de Gomensoro, composta das corvetas Jequitinhonha, que levava arvorada a sua insígnia, Beberibe e Belmonte, e as canhoneiras Araguari, Iguatemi, Ipiranga, Itajaí, Mearim e o navio-transporte Peperiguaçu. As duas frotas se encontraram na cidade argentina de Bella Vista.
No dia 24 de maio, a frota suspendeu de Bella Vista e rumou para Rincão de Soto, um ancoradouro próximo da cidade de Goya, onde Barroso e o general argentino Venceslau Paunero discutiram sobre a operação de retomada de Corrientes, nas mãos dos paraguaios desde 14 de abril. O ataque a Corrientes ocorreu em 25 de maio com o desembarque de tropas brasileiras e argentinas, e os aliados sagraram-se vitoriosos. Este ataque demonstrou aos paraguaios a vulnerabilidade de seu flanco à projeção de poder naval brasileiro contra sua coluna de exército, que avançava pela Argentina em direção ao sul. Era imperativo destruir esta esquadra para  assegurar o domínio paraguaio na região de Corrientes e Entre-Rios.
Solano López preparou uma organizada força de ataque naval e terrestre. A esquadra estava sob o comando do Capitão de Fragata Pedro Ignácio Meza e era constituída pelos vapores Tacuary, Paraguary, Igurey, Jejuy, Ypora, Salto Oriental, Río Blanco, Pirabebe e Marquês de Olinda  e mais seis chatas artilhadas, com um total de 47 canhões dos mais variados calibres e 2 500 soldados embarcados. Em terra, sob o comando do Coronel José Maria Bruguez, havia uma bateria artilhada composta de 22 canhões de seis a 32 libras e duas baterias de foguetes a Congrève, estrategicamente posicionadas próxima a Riachuelo, além de uma força de 2 mil infantes entre Riachuelo e Santa Catarina, e grande número de atiradores e forças de cavalaria, ao comando do General Venceslao Robles. As ordens do Capitão Meza eram de descer o Rio Paraná, margeando a costa de Corrientes, na madrugada do dia 11 de junho e estacionar as seis chatas nas barrancas do Riachuelo. Posteriormente, ao amanhecer do dia, a frota de vapores deveria procurar os navios brasileiros e repentinamente abordá-los e capturá-los. Se não tivessem êxito, deveriam voltar combatendo rio abaixo e se apoiar nas baterias de Riachuelo e na artilharia das chatas, atraindo os brasileiros para o fogo destas posições ocultas a eles. O plano não foi concretizado devido ao encalhamento do Río Blanco e a demora em desencalhá-lo, perdendo-se assim o elemento surpresa.

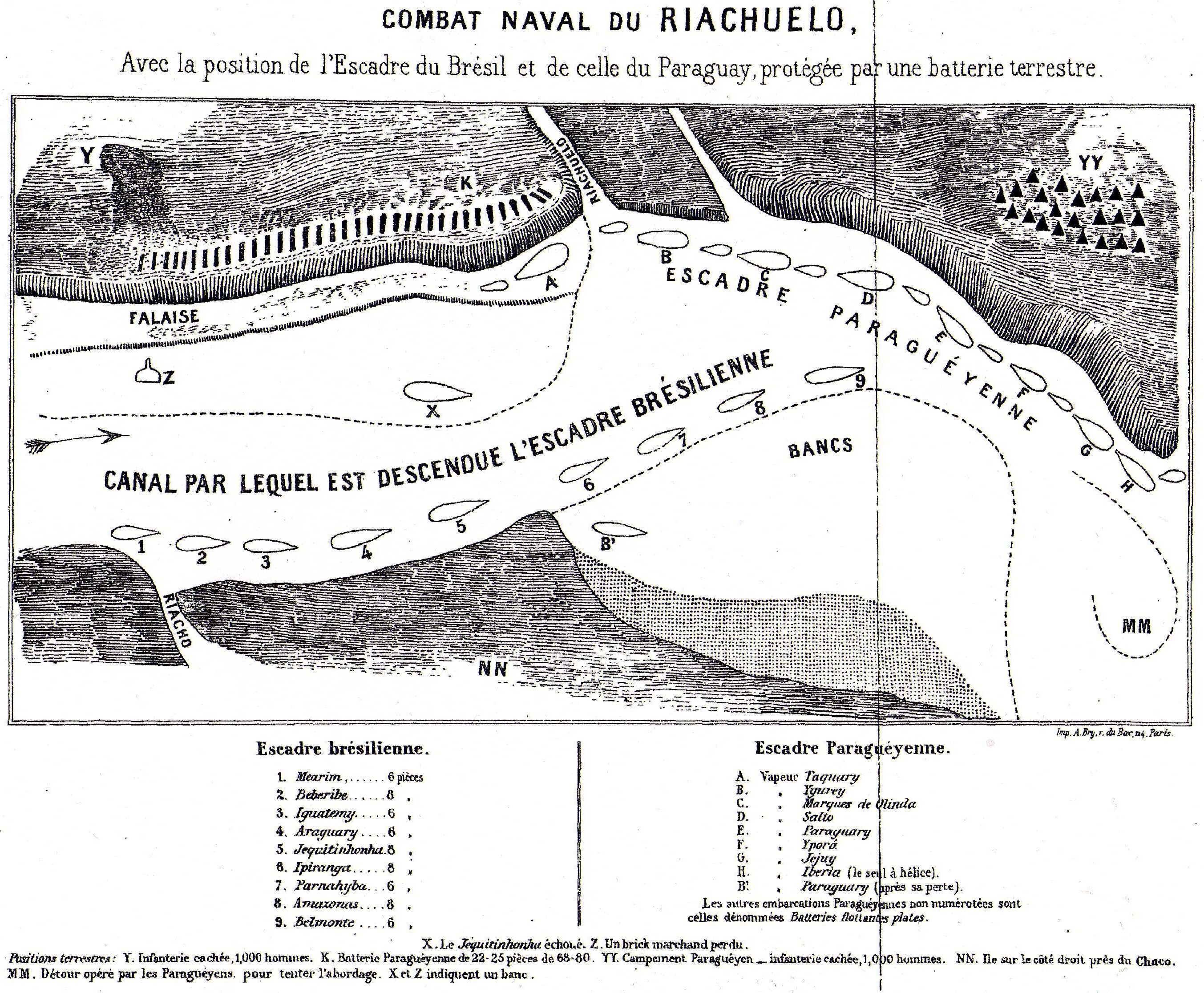
A Batalha Naval do Riachuelo. A Amazonas é representada pelo número 8.

A Força Naval Brasileira era chefiada pelo Almirante Francisco Manuel Barroso da Silva e constituída pela 2.ª Divisão formada pelos vasos de guerra Amazonas, Parnaíba, Iguatemi, Araguari  e Mearim, e da 3.ª Divisão comandada pelo Capitão de Mar e Guerra José Secundino de Gomensoro, e constituída pela Jequitinhonha, Beberibe, Belmonte e Ipiranga. Na ocasião da batalha, a Amazonas estava guarnecida por seis bocas de fogo; comandante: Capitão de Fragata Teotônio de Brito; Imediato: Capitão-Tenente Delfim de Carvalho. Guarnição: 462 homens, sendo 149 praças da armada (incluindo o chefe Barroso e 14 oficiais); e a tropa de 313 praças do Exército (incluindo o comandante da 9.ª Brigada, Coronel Bruce, e 9 oficiais), composta pelo Estado-Maior e as 3.ª, 4.ª e 5.ª Companhias do 9.º Batalhão de linha e a 4.ª Companhia do 12.º Corpo de Voluntários (ex-Corpo de Polícia da Província do Rio de Janeiro).
Às 9h25 iniciou-se a Batalha Naval do Riachuelo, quando a artilharia paraguaia deu os primeiros tiros. A força naval de Meza avançou em coluna pelo través da esquadra brasileira, ainda imobilizada. Neste momento, havia muitos marinheiros brasileiros em terra à procura de lenha para economizarem o estoque de carvão. O Almirante Barroso, que estava a bordo da Mearim, deu o sinal para que a esquadra iniciasse o combate. A frota de Meza apontou e, a bordo do último navio da coluna, o Tacuary, deu a ordem para abordar violentamente, sem medir sacrifícios, um ou mais navios brasileiros. Somente às 10h50 a esquadra brasileira iniciou o movimento com a Beberibe na liderança. Já a bordo da Amazonas, Barroso deu o seu famoso sinal: "O Brasil espera que cada um cumpra o seu dever", após o que o avanço seguiu-se com a Beberibe, Mearim, Araguari e as demais. Seguiu-se a próxima ordem: "bater o inimigo que estiver mais próximo".
Enquanto a frota paraguaia passava, Barroso ordenou que a Amazonas a detivesse, por achar que esta estava tentando uma fuga, e avançou rio acima. Essa manobra não foi bem compreendida por alguns comandantes brasileiros, e fez com que a Jequitinhonha passasse à frente da Amazonas, e, defronte à foz do Riachuelo onde achavam-se os canhões de Bruguez, fosse imediatamente metralhada por essa posição paraguaia e, apesar de a tripulação responder com sua artilharia, o navio teve de encalhar em uma barranca próxima para não afundar. A Jequitinhonha sofreu abordagem de três navios paraguaios e, mesmo em desvantagem, conseguiu resistir às sucessivas investidas destes últimos. A Paranaíba aproximou-se da Jequitinhonha para salvá-la, mas foi interceptada por outros três navios de Meza, Salto, Paraguary e Tacuary, que abordaram-na com sucessivas levas de homens. O vapor Marquês de Olinda também se aproximou do Paranaíba, com centenas de abordantes munidos de sabres, machadinhas e pistolas. Seguiu-se intensa luta no convés do navio brasileiro, e após uma hora de combate, o navio foi tomado pelas forças do comandante paraguaio e o restante dos oficiais brasileiros, apoiados pela Mearim e Belmonte, ainda disparavam contra os paraguaios.

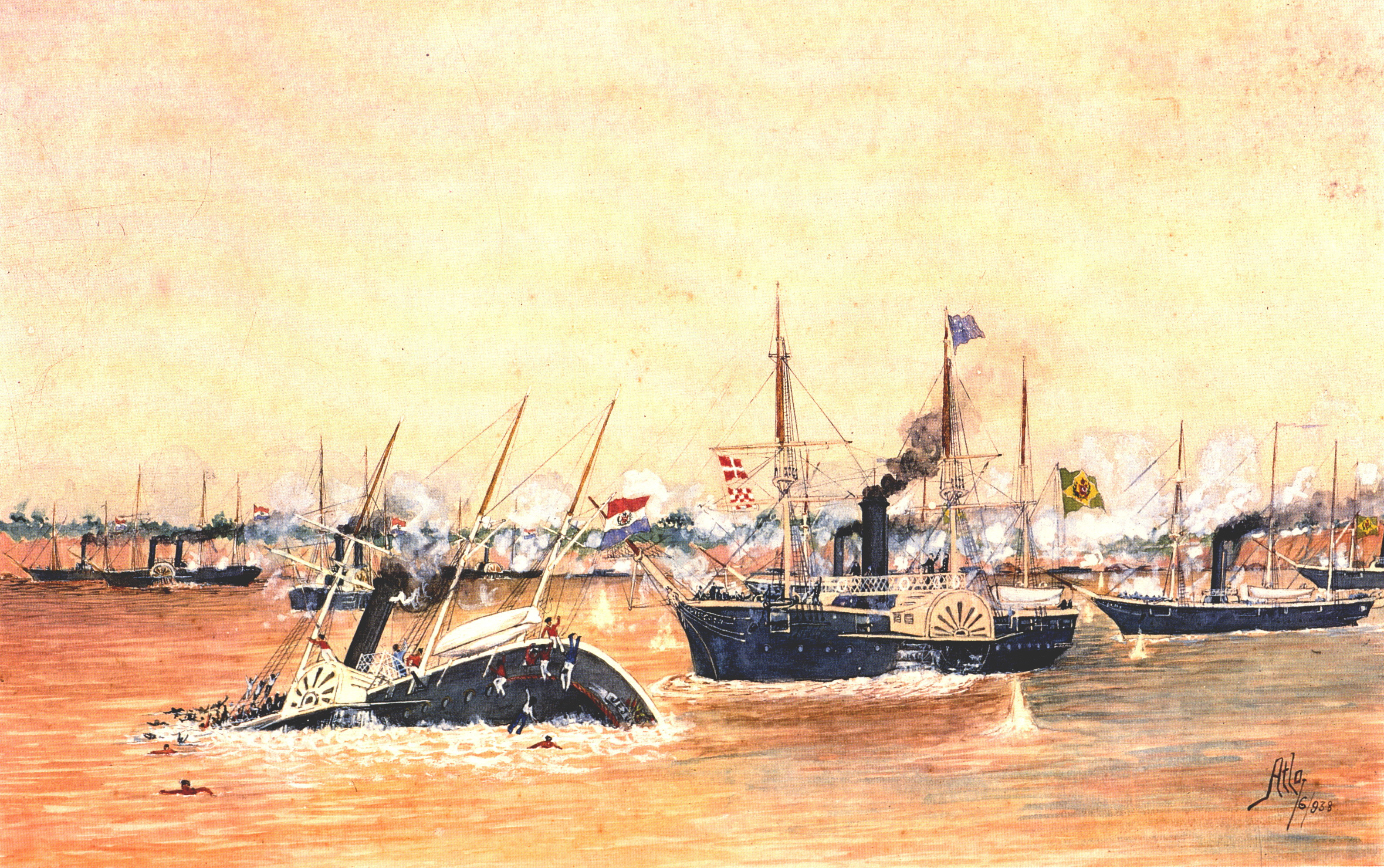
Momento em que a Amazonas põe a pique o vapor Jejuy.

Até aquele momento, a batalha aparentava ter um resultado desfavorável aos brasileiros. O almirante Barroso viu a necessidade de reorganizar suas forças e assumiu a liderança dos navios imperiais, a bordo da Amazonas, onde sinalizou: “Sustentar o fogo que a vitória é nossa", para fortalecer o ânimo de sua tripulação. O vapor brasileiro liderou os navios que ainda estavam em condições de navegação, e rumaram para onde se localizavam as forças paraguaias, no Rincón de Lagraña, a jusante da foz do Riachuelo, onde sofreram fogo dos seus canhões e da fuzilaria em terra, mas conseguiram descer o rio. Cerca de uma hora depois, a esquadra brasileira retornou. Barroso decidiu aproveitar a vantagem dos navios da esquadra, que eram maiores, para abalroar as embarcações paraguaias. A Amazonas avançou em direção ao Paraguarí, que foi posto fora de ação. Logo após, investiu contra o vapor Jejuy e o pôs a pique. Depois, voltou-se contra o Marquês de Olinda, que também ficou fora de combate; dirigiu-se ao Salto, inutilizando-o, e, por último, afundou uma chata.
Com a perda de mais da metade de seus navios, além das baixas dos comandantes da esquadra, a força naval paraguaia fugiu da batalha, com apenas quatro embarcações sobrevivendo ao embate. Algum tempo depois, surgiu certa polêmica sobre quem foi o autor da ideia de usar a Amazonas como aríete. Para a imprensa argentina, o Coronel Bernadino Gustavino, que estava a bordo do referido vaso de guerra, teria aconselhado esta ação. Barroso solicitou um Conselho de Justificação, que teve relato de várias testemunhas, e este lhe deu resultado favorável. Posteriormente, em 1877, Delfim Carlos de Carvalho, testemunha da batalha, também questionou o argumento de que partiu de Barroso a ideia de abalroar os navios paraguaios. Barroso respondeu-lhe com um pequeno livro em que reafirmava ser dele a iniciativa da manobra da Amazonas. É possível que Gustavino e Barroso pudessem ter tido a mesma ideia no momento da batalha.

#### Passagem das Mercedes

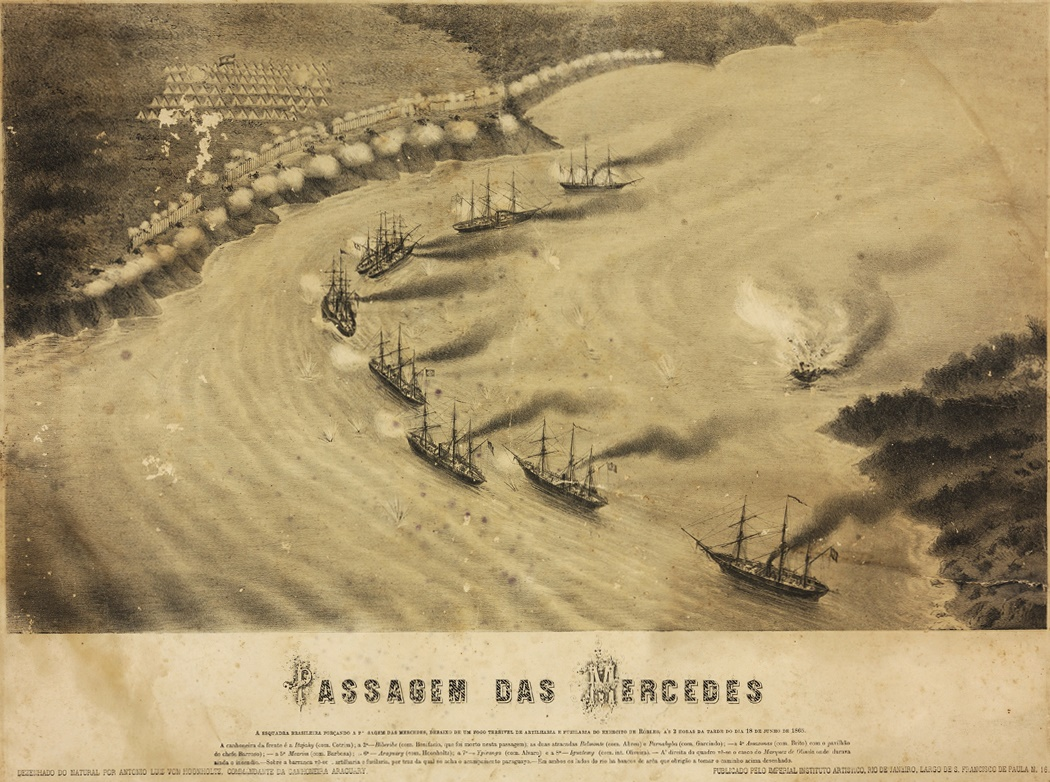
Esquadra brasileira forçando a Passagem das Mercedes. Na liderança está a Avaí, depois a Beberibe; na terceira posição, lado a lado, estão a Belmonte e Parnaíba e na quarta a Amazonas.

Dois dias após a batalha naval em Riachuelo, a esquadra brasileira desceu o rio Paraná até a Ilha Cabral a fim de contabilizar os mortos e feridos, realizar os reparos necessários e repor mantimentos, carvão e munição. Esta última batalha levou López a ordenar testes balísticos com seus canhões para verificar se sua artilharia era capaz de perfurar a couraça dos vasos imperiais. O teste revelou a possibilidade de que suas forças não conseguissem impedir que a frota imperial ultrapassasse as fortalezas defensivas e chegassem a Assunção, e isto o deixou inquieto. A fim de resolver este problema, o General Robles organizou uma emboscada para a frota. O militar paraguaio enviou um contingente próximo do Riachuelo, o 36.º Regimiento de Infantería com elementos do 2.° Regimiento de Artillería a Caballo, sob comando do Major Aquino. Ao sul, cerca de 34 quilômetros do primeiro contingente, na região de Punta Mercedes, próximo da cidade de Empedrado, foi estabelecida a segunda posição da emboscada, com algumas unidades artilhadas do General Robles, sob o comando do General Roa.
Na manhã do dia 18 de junho, a frota imperial navegou águas abaixo em fila, com a Amazonas na quarta posição, totalmente alheia aos preparativos paraguaios. Por volta das 9h, Bruguez ordenou o ataque de sua artilharia de 36 canhões contra os navios inimigos, que, apanhados de surpresa, prontamente responderam com os seus. As barrancas de onde os paraguaios disparavam eram elevadas, e isto facilitou o acerto de seus projéteis aos navios, que nada podiam fazer para evitá-los, porém as perdas se restringiram a alguns soldados que atiravam desde os conveses — cerca de 14 mortos e feridos — e poucos danos às embarcações. Às onze da manhã, o último navio da esquadra conseguiu realizar a passagem. Era evidente o aborrecimento de Barroso diante dos ataques surpresas infligidos pelos paraguaios. A ideia de perder um único navio ante um punhado de canhões e soldados inimigos não lhe era concebível. Isso explicaria a falta de iniciativa que a Armada Imperial Brasileira teria, a partir de então, na guerra. Ao final da batalha, os navios da esquadra fundearam no Chimboral entre Empedrado ao norte e Bela Vista ao sul.

#### Passagem de Cuevas

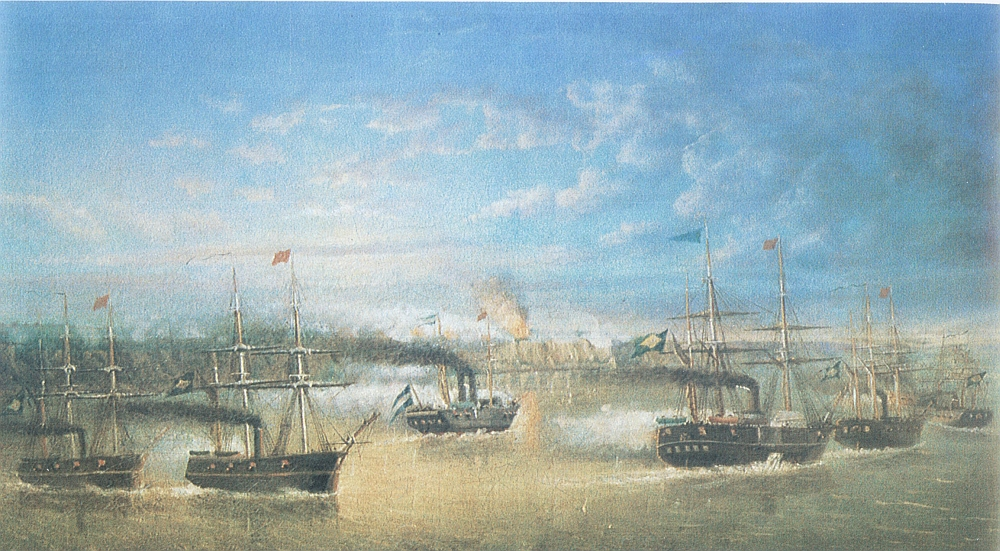
Frota aliada na Passagem de Cuevas.

O General Robles teve de reorganizar suas forças, devido à escapada da frota brasileira em Mercedes. Mobilizou cerca de dois mil soldados e 30 canhões até as barrancas de Cuevas, localizadas a 23 quilômetros águas abaixo de Bela Vista, onde situava-se a esquadra. Devido à distância e às péssimas estradas, a realocação de homens e equipamentos militares se deu com extrema dificuldade; é provável que tenha levado até 40 dias para finalizar os preparativos. José Ignácio Garmendia relata como o ataque foi organizado: "... o coronel Bruguez dividiu sua artilharia em várias baterias, formando camadas de várias plataformas, ou melhor, esplanadas de bateria que poderiam hostilizar a passagem dos navios imperiais por alto ou por baixo, na barranca. Na primeira esplanada, na linha d'água, havia quatro canhões: na segunda, em posição ligeiramente mais alta, 14 canhões; na terceira e quarta, 12 peças de grosso calibre, equidistantes um do outro, para que se pudesse dizer muito bem que eram diferentes esplanadas; além disso, acrescentando-se o fogo certeiro dos infantes e o de alguns foguetes a Congrêve, era de se esperar que, diante de tais posições organizadas, a esquadra imperial sofresse graves perdas”.
Mais uma vez, os pormenores dos preparativos paraguaios eram totalmente desconhecidos do alto comando naval aliado, apesar de saberem que havia movimentações destes na costa. O Almirante Tamandaré ordenou a Barroso que movesse a frota aliada, que além dos navios que participaram da passagem das Mercedes, tinha incluído o vapor argentino Guardia Nacional e o navio-transporte brasileiro Apa, para baixo das barrancas de Cuevas, no dia 10 de agosto. Fundearam no mesmo dia em Turupí, ao norte, próximo de Cuevas. Durante o trajeto, as forças aliadas auxiliaram colonos argentinos na costa do Chaco que estavam em miséria, uma vez que todas as suas propriedades foram tomadas pelos paraguaios. No dia 12 de agosto, a frota retomou o rumo para adiante de Cuevas e, ao se aproximar da punta, Barroso enviou duas embarcações a fim de fazerem um reconhecimento desta posição. Para não serem pegos de surpresa, como em Mercedes, Barroso colocou a frota em máxima prontidão e deu a ordem para a passagem.
Por volta das 9h45, a frota aliada iniciou a passagem na seguinte ordem: canhoneiras Ivaí e Itajaí, corveta Beberibe com a insígnia do chefe da terceira divisão; canhoneira Araguari, fragata Amazonas, com a insígnia de Barroso, canhoneira Iguatemi; corveta Parnaíba, vapor Guardia Nacional; transporte Apa; canhoneira Mearim; corveta Belmonte; canhoneira Magé, com a insignia do chefe da segunda divisão; e canhoneira Ipiranga. Esta frota escoltava diversos outros navios menores que transportavam desde soldados e suprimentos a animais de carga. A frota aliada forçou a passagem em fila estendida os cerca de dois mil metros da posição de ataque paraguaia. Cada embarcação levou por volta de 20 minutos para atravessá-la, e cada uma recebeu não menos que quinze impactos de projéteis em média; a Amazonas acusou ter 40 perfurações, e pelo menos uma atingiu a sala de máquinas. O vaso argentino Guardia Nacional, talvez em uma tentativa de mostrar seu valor perante as naves imperiais, reduziu de propósito sua velocidade para ficar mais tempo a combater os inimigos, e recebeu a maior parte dos projéteis.

#### Últimos registros durante da guerra
Em 1867, a Amazonas retornou do conflito no Paraguai para reparos no Rio de Janeiro, onde atracou em 22 de janeiro e permaneceu até 23 de março. Em 25 de abril passou por Mostra de Armamento e em 27 de agosto o Capitão-Tenente Joaquim Guilherme de Mello Carrão assumiu seu comando. No dia 3 de outubro, a fragata zarpou para Montevidéu, porém o navio encalhou no parcel da Ilha das Flores. Esteve por um tempo na capital uruguaia no início de 1868. No dia 14 de março, o Decreto nº 4.117, do poder executivo, determinou que se içasse a fita do Cruzeiro no mastro de proa do vapor Amazonas e de alguns encouraçados, e se fixasse no centro da roda do leme a venera de Oficial da mesma ordem. A partir do dia 20 de abril, o navio ficou ancorado e passou por reparos, até 8 de fevereiro de 1869. Em 30 de novembro, Artur Silveira da Mota, futuro Almirante e Barão de Jaceguai, assumiu o comando da Amazonas até março de 1870. Até o fim do conflito e do ano, a Amazonas permaneceu em Montevidéu e atuou como navio capitânia da frota lá estacionada.

### Últimos anos

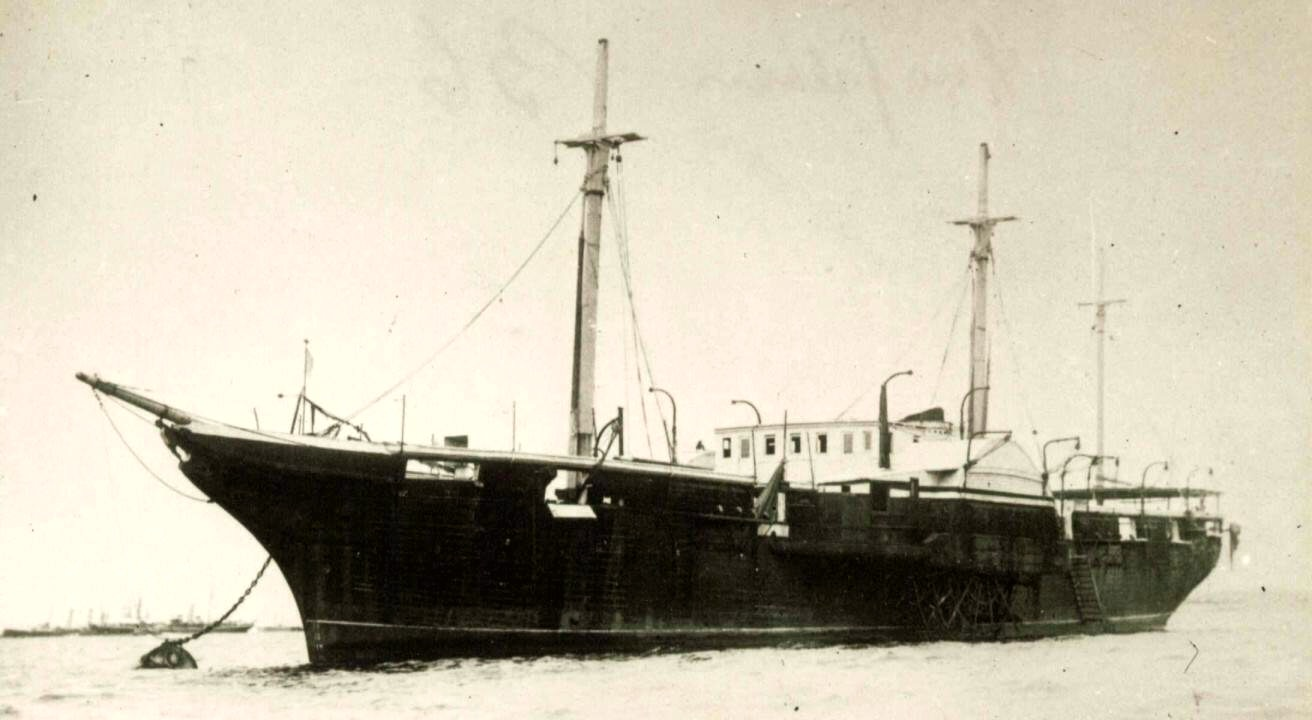
Fragata a Vapor Amazonas, por volta de 1880.

Entre os anos de 1874 e 1879, a Amazonas passou por Armamento Completo, realizou viagens para Montevidéu e para o porto de Florianópolis. A Ordem do Dia de 25 de janeiro de 1884 determinou que a fragata fosse designada para navio de instrução da Escola Prática de Artilharia e Torpedos. Em 1890, o Almirante Eduardo Wandenkolk listou a Amazonas para reparos a fim de "conservá-la como gloriosa recordação de um fato histórico". No ano de 1893 irrompeu a Revolta da Armada e a Amazonas foi ocupada pelos rebeldes que a usaram contra os navios legalistas. Neste episódio, a fragata encalhou ao oeste da Ilha das Enxadas e foi a pique. Alguns de seus componentes foram salvos, como um dos seus mastros, a figura de proa, a roda do leme e outras relíquias. Em 1897, uma mina próxima ao navio afundado, detonou e o estilhaçou completamente.